# Musée des Hospitalières de l'Hôtel-Dieu de Montréal
Pour les articles homonymes, voir Hospitalière (homonymie).
Le Musée des Hospitalières de l'Hôtel-Dieu de Montréal est un musée d'histoire situé sur le site de l'Hôtel-Dieu de Montréal, au 201, avenue des Pins Ouest.

## Histoire
Le Musée des Hospitalières de l'Hôtel-Dieu de Montréal est inauguré en 1992 dans le cadre des festivités du 350e anniversaire de Montréal, et qui marquent par le fait même les 350 ans de la fondation de l'Hôtel-Dieu par Jeanne Mance. Ce musée, d'après les plans du cabinet D'Anjou, Bernard et Mercier, met principalement en valeur les objets d'histoire, dont des documents d'archives, des artéfacts, et des œuvres d'art, permettant de redécouvrir l'histoire des religieuses hospitalières de Saint-Joseph et de l’Hôtel-Dieu de Montréal. Le musée est dépositaire d'un patrimoine unique qui présente :
- l'histoire des origines de Montréal et de sa fondation par Jeanne Mance à l'égal de Paul de Chomedey, sieur de Maisonneuve ;
- l'histoire de la fondation de l'Hôtel-Dieu par Jeanne Mance, première infirmière laïque au Canada ;
- l'histoire des Hospitalières de Saint-Joseph dans leur mission de soin aux malades ;
- l’histoire de l'évolution des soins et des sciences de la santé[4].

Son hall d'entrée abrite l'ancien escalier de l'Hôtel-Dieu de La Flèche (France), où Jérôme Le Royer, sieur de La Dauversière, avec Marie de la Ferre, cofonde les Filles Hospitalières de Saint-Joseph en 1636.

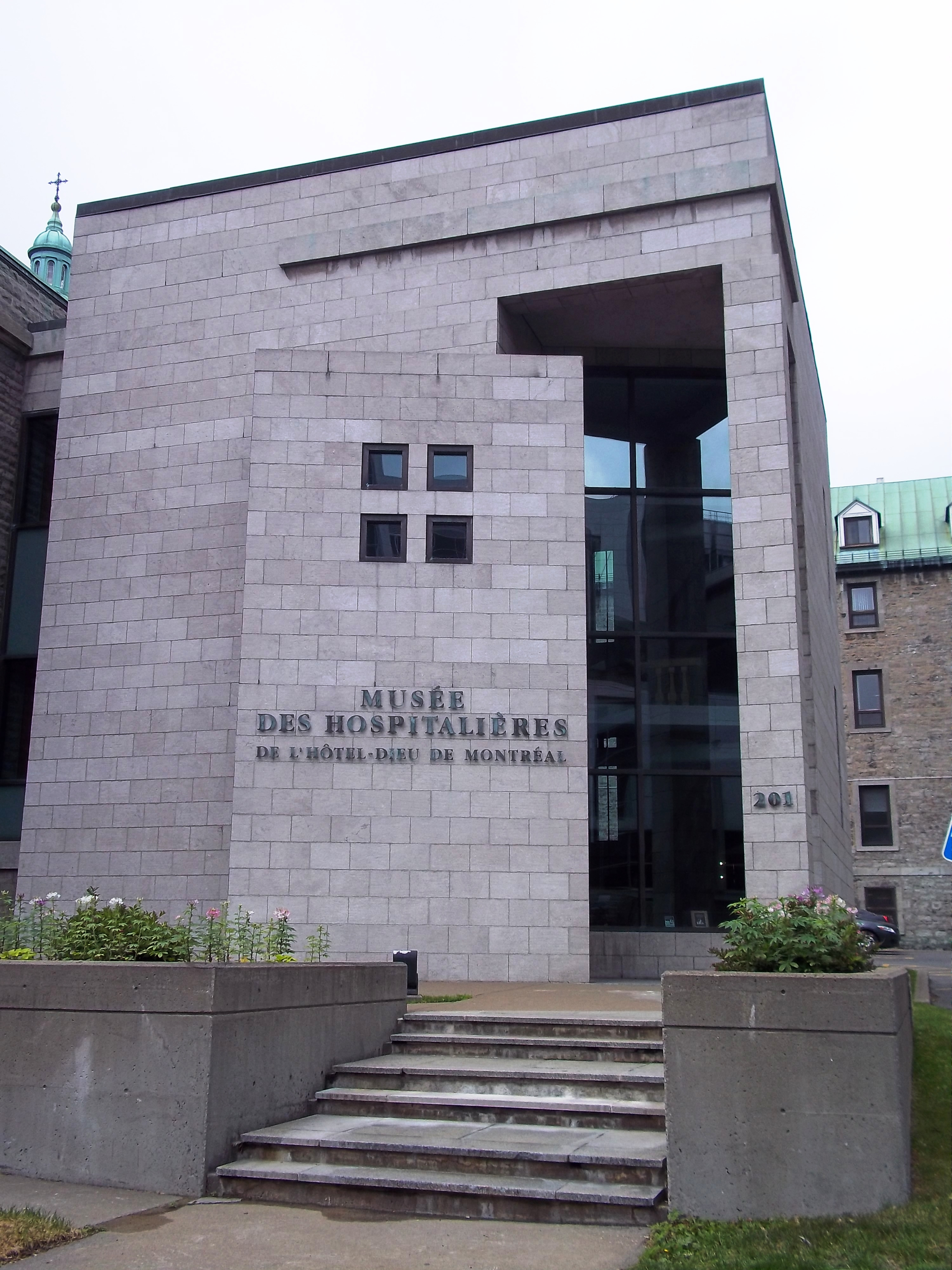
Façade
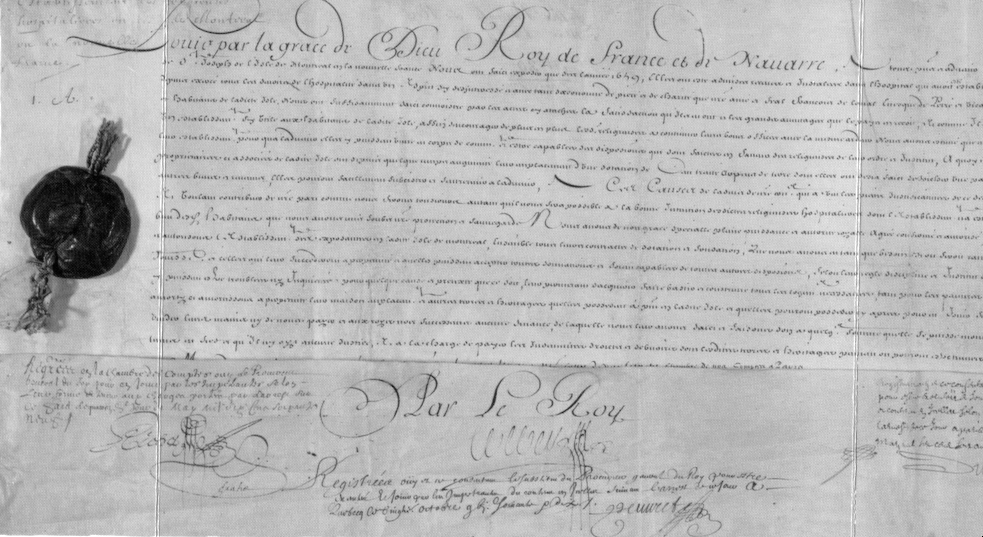
Lettres patentes du roi Louis XIV.
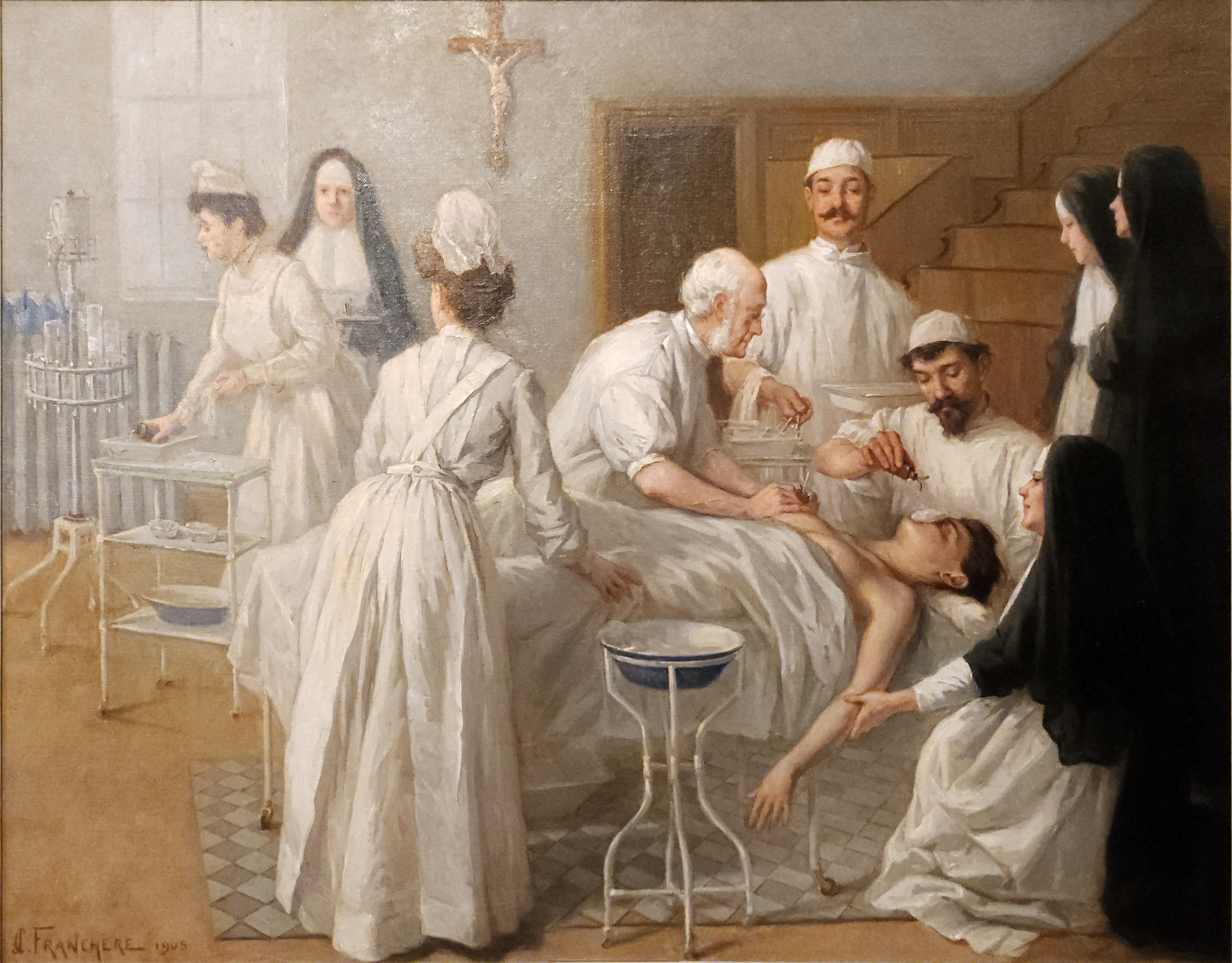
Salle d'opération, 1905.
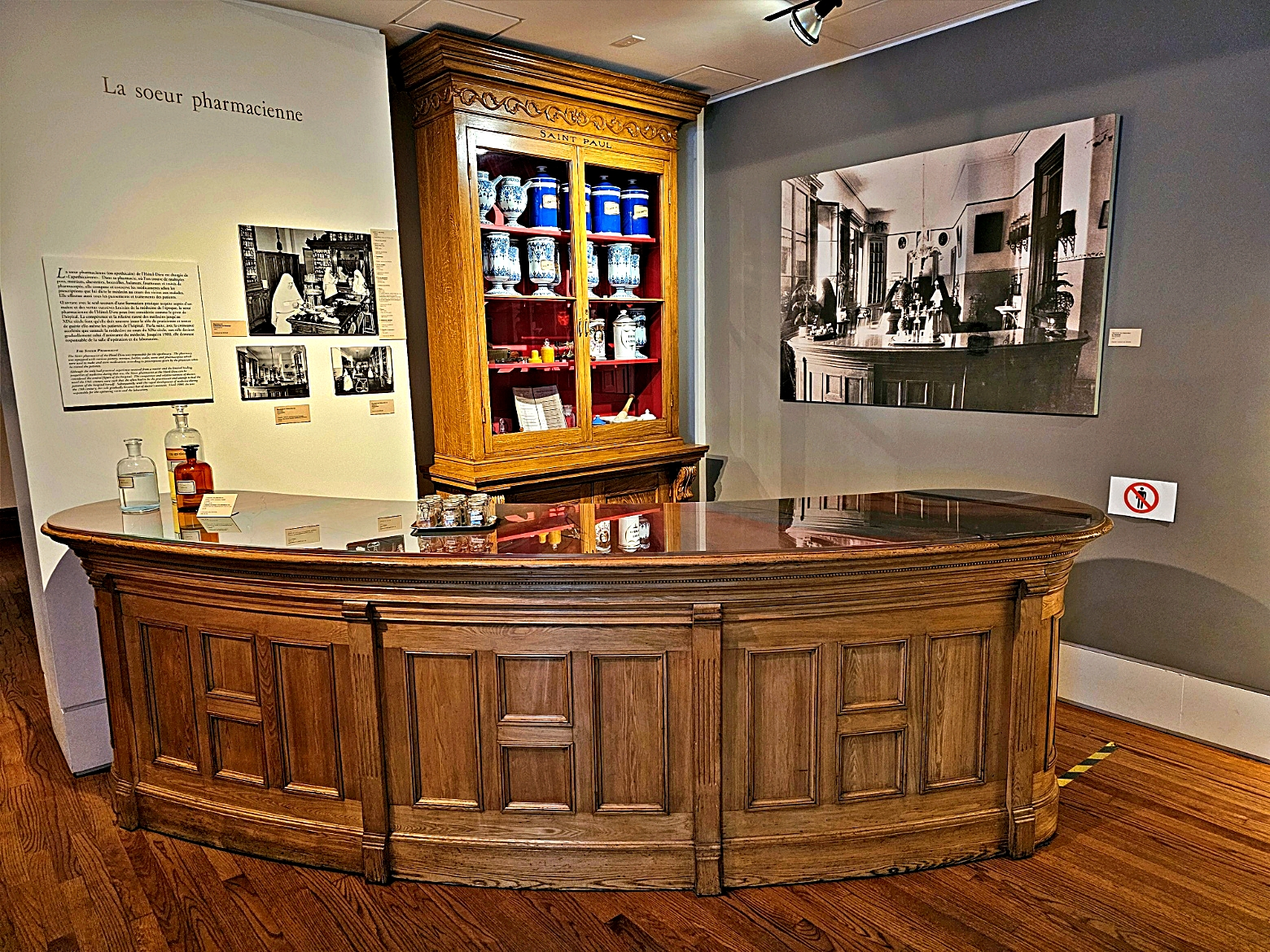
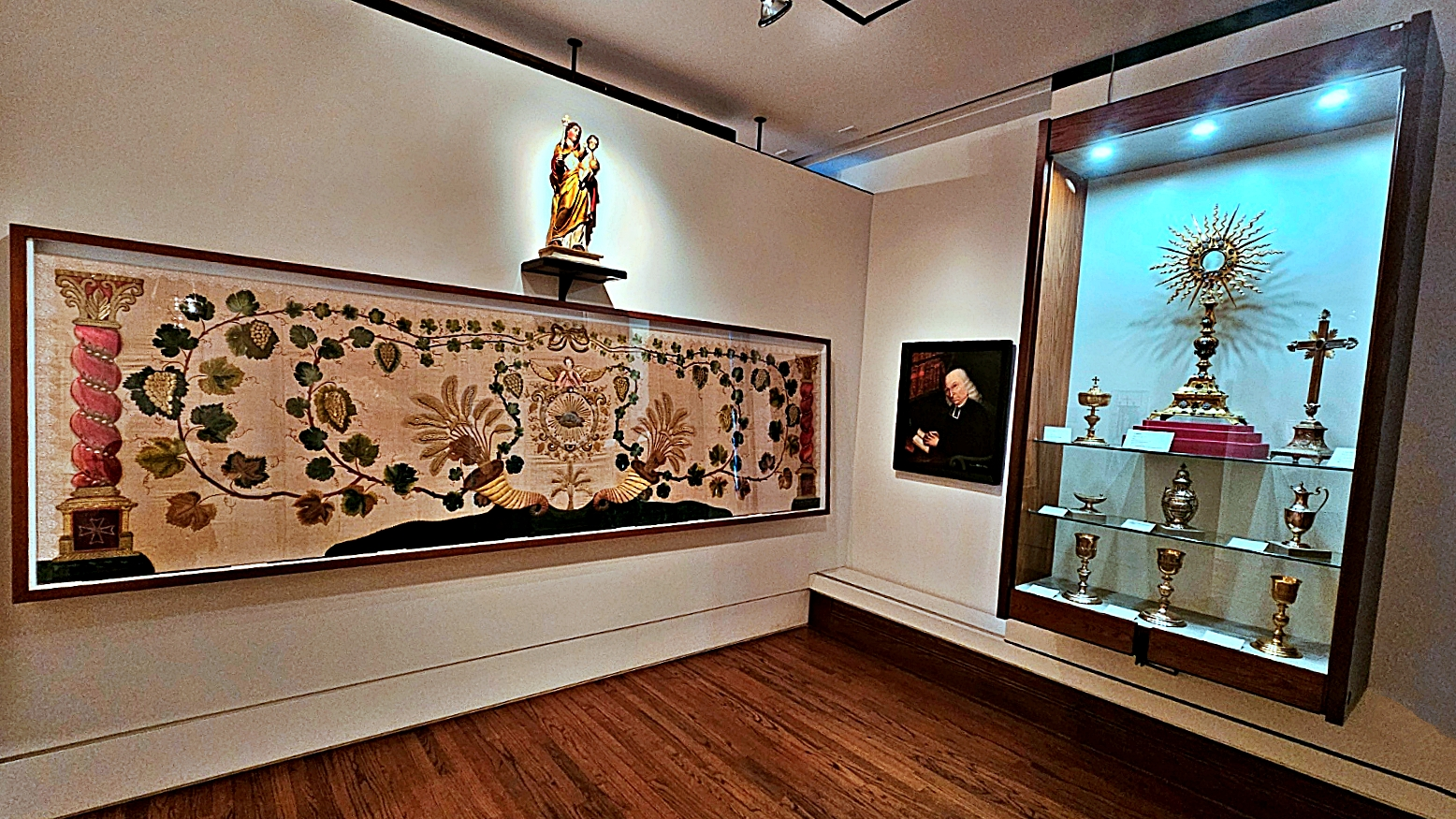
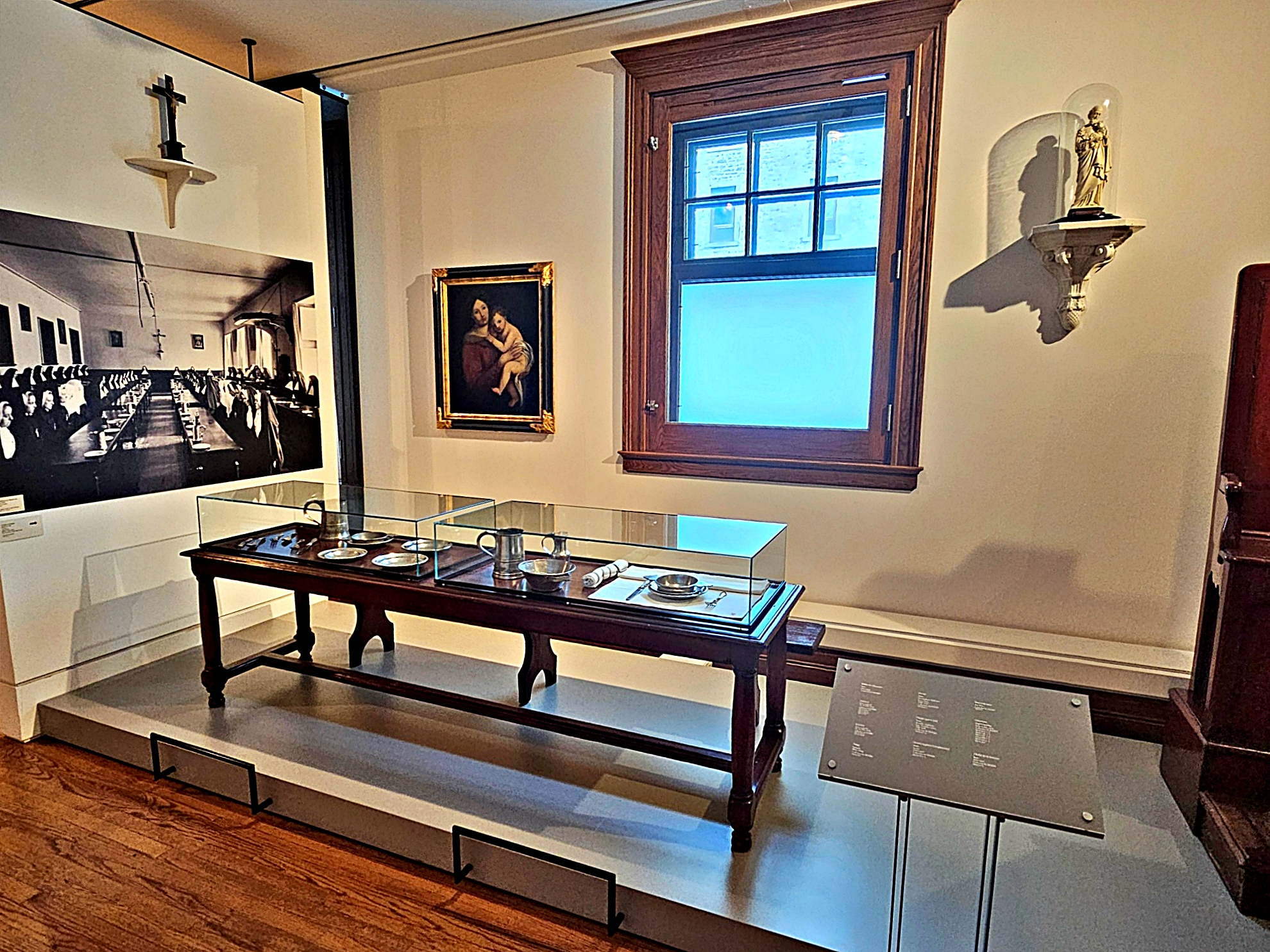

Des visites du jardin et de la chapelle des Hospitalières sont organisées à certaines dates pendant l'été.

## Expositions temporaires
1992 : Apothicairesses et Pharmaciennes à l’Hôtel-Dieu
2025 : Corpus insolite : Jana Sterbak